# Kulich

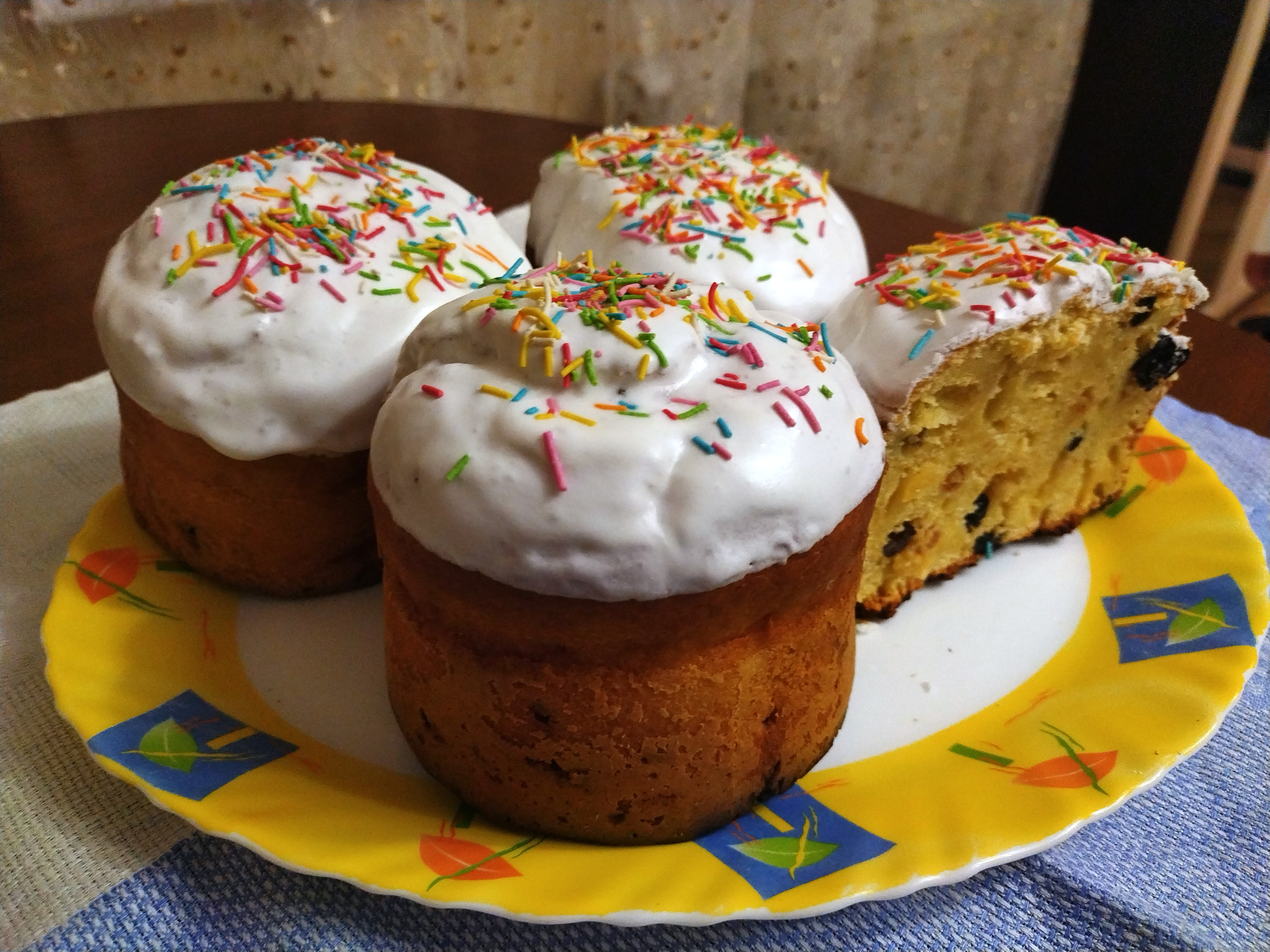
Kulich

El Kulich (en ruso: кулич) es una torta de pan de Pascua, tradicional de la iglesia ortodoxa rusa y de la época de los zares.
Se trata de un pan preparado con masa dulce fermentada, mantequilla,  yema de huevo, almendras trituradas y pasas sultanas maceradas en brandy y licor de almendras. 
Es un postre muy tradicional en Rusia y un símbolo del monte Gólgota, donde, según los evangelios, Jesucristo fue crucificado.
Los creyentes rusos, preparan el Kulich el Viernes Santo o también el sábado para que el sacerdote pueda bendecirlo antes de la noche del Domingo de Pascua. Se corta el domingo por la mañana temprano, y se consume tras la misa de Resurrección hasta que finaliza la Cuaresma.
El Kulich es muy parecido al panettone italiano.

## Elaboración
El Kulich se hornea durante 30 minutos. Tras su reposo, se divide la masa en piezas de 0,450 kg., que se colocan en moldes redondos de unos 14 cm de diámetro. Una vez enfriado, se decora con pasas sultanas y almendras. Finalmente se escribe con azúcar glasé coloreado las letras XB (Христос воскресе, Cristo ha resucitado).